# Марсель Сенба (станция метро)
Марсель Сенба (фр. Marcel Sembat) — станция линии 9 Парижского метрополитена, расположенная в коммуне Булонь-Бийанкур. Своё название получила по одноимённой площади, названной в честь французского социалиста, журналиста и депутата городского совета Парижа от XVIII округа Парижа Марселя Самбы.

## История
- Открыта 3 февраля 1934 года в составе пускового участка Порт-де-Сен-Клу — Пон-де-Севр, ставшего первым участком метро в коммуне Булонь-Бийанкур.
- Пассажиропоток по станции по входу в 2011 году, по данным RATP, составил 5 816 044 человек[2]. В 2012 году он вырос до 5 868 533 человек[3], а в 2013 году на станцию вошли 5 942 496 пассажиров (60 место по уровню входного пассажиропотока в Парижском метро)[4].

## Галерея
- Кассовый зал
- Состав модели MF 67 на станции
- Лестничный сход
- Оформление названия станции на путевой стене